# キブロン
キブロン（Quiberon、ブルトン語: Kiberen）は、フランス、ブルターニュ地域圏、モルビアン県のコミューン。キブロン半島の南端にあり、北はサン＝ピエール＝キブロンと接する。夏季は海辺のリゾート地として賑わう、伝統的なイワシ漁の町である。

## 歴史

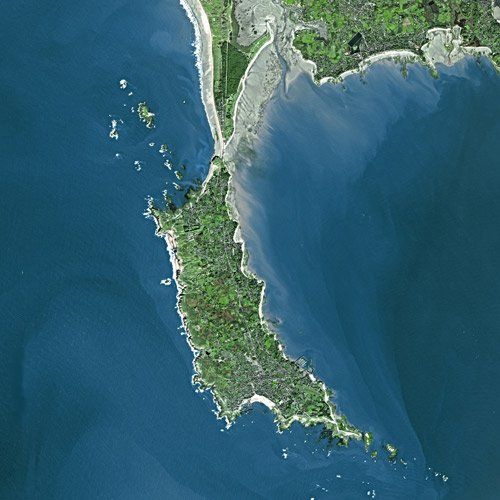
衛星写真で見るキブロン半島

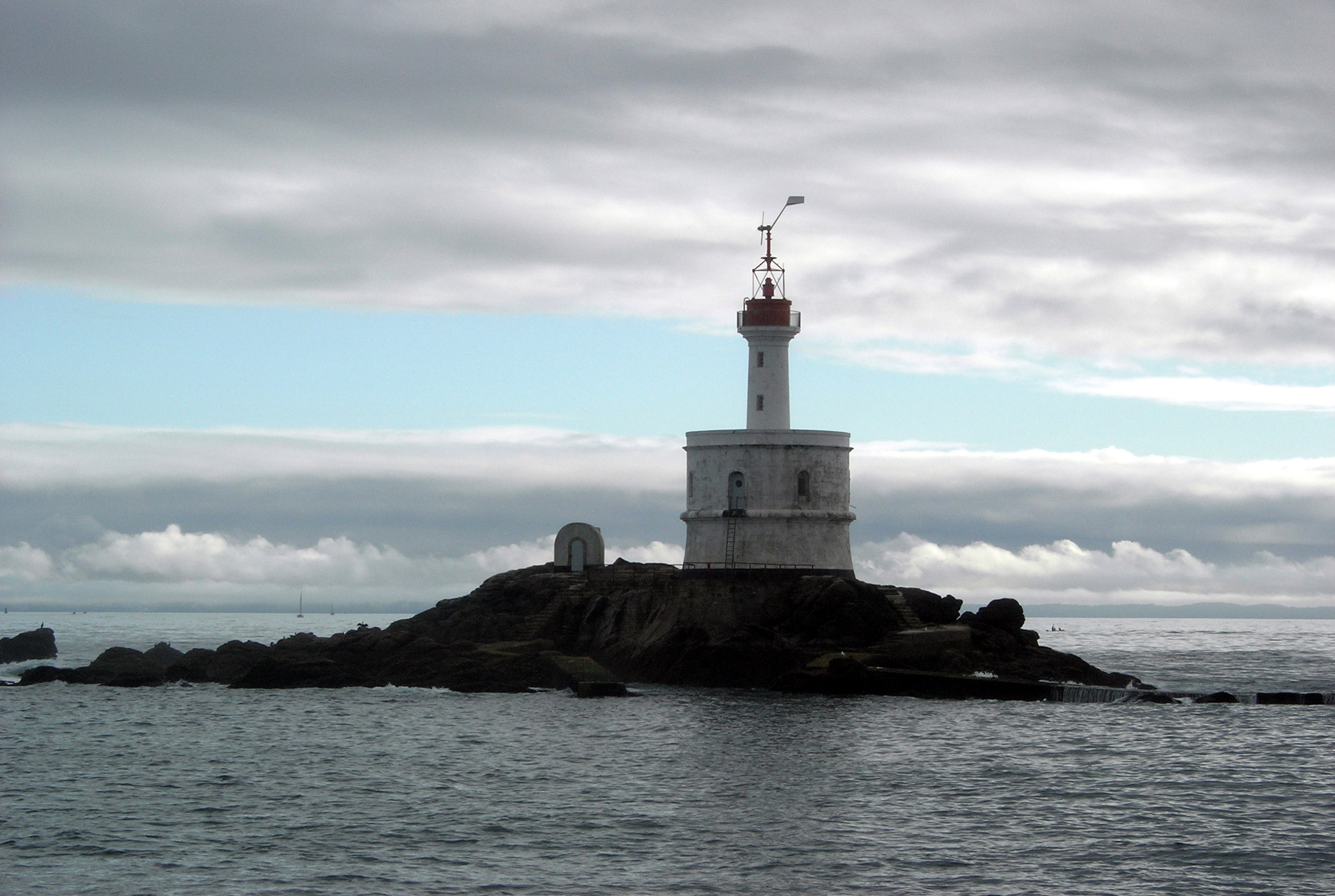
タイニョーズ灯台

キブロン周辺には、先史時代から人が定住していたと見られ、ドルメン、メンヒルといった巨石群が残っている。
キブロンは、11世紀まで島であった。時間と、そして森林伐採によって、砂がキブロン湾に向かってせり出していき、ブルターニュ本土とキブロン島との間に陸繋島をつくった。1747年、パンティエーヴル公がキブロンに砦を建設した。
七年戦争の間、キブロン湾はフランスとイギリスの艦隊が戦ったキブロン湾の海戦の地となった。このフランス革命中の1795年7月、キブロンには亡命したフランス王党派が集まり、イギリスの支援を受けてキブロン上陸作戦が行われた。伝統的にブルターニュが王党側であったことからキブロンが選ばれたが、侵攻作戦はルイ＝ラザール・オッシュ率いる革命軍に退けられた。
19世紀、科学者ニコラ・アペールは、食品の殺菌を可能にする技術を生み出した。この加工法のため、キブロンはイワシ漁と、国内でのイワシ缶詰製造の主要港となった。フィニステール県中から多くの家族が、5月から10月までの漁期にキブロンへ移り住んだ。男たちが漁に出る時、女たちは缶詰工場で働いていた。
オーレーとキブロン間に鉄道が敷かれたのは1882年だった。これを機会にキブロン住民の生活は劇的に変化した。それまでの伝統的な漁業、缶詰製造、海藻利用が観光業に取って代わった。当時、アルフォンス・ドーデ、ギュスターヴ・フローベール、アナトール・フランス、サラ・ベルナールといった著名人たちがキブロンへ休暇にやってきた。1893年には初めてカジノが開業した。1924年は、町が健康的なリゾート地に分類されたことから、キブロン湾にとって記念すべき年となった。現在、観光関連の主要施設がキブロンにある。

## 史跡とみどころ
- ノートルダム・ド・ロクマリア教会（Église Notre-Dame de Locmaria） - 19世紀建設
- サン＝クレマン礼拝堂（Chapelle Saint-Clément）
- 海洋博物館（Musée de la mer）

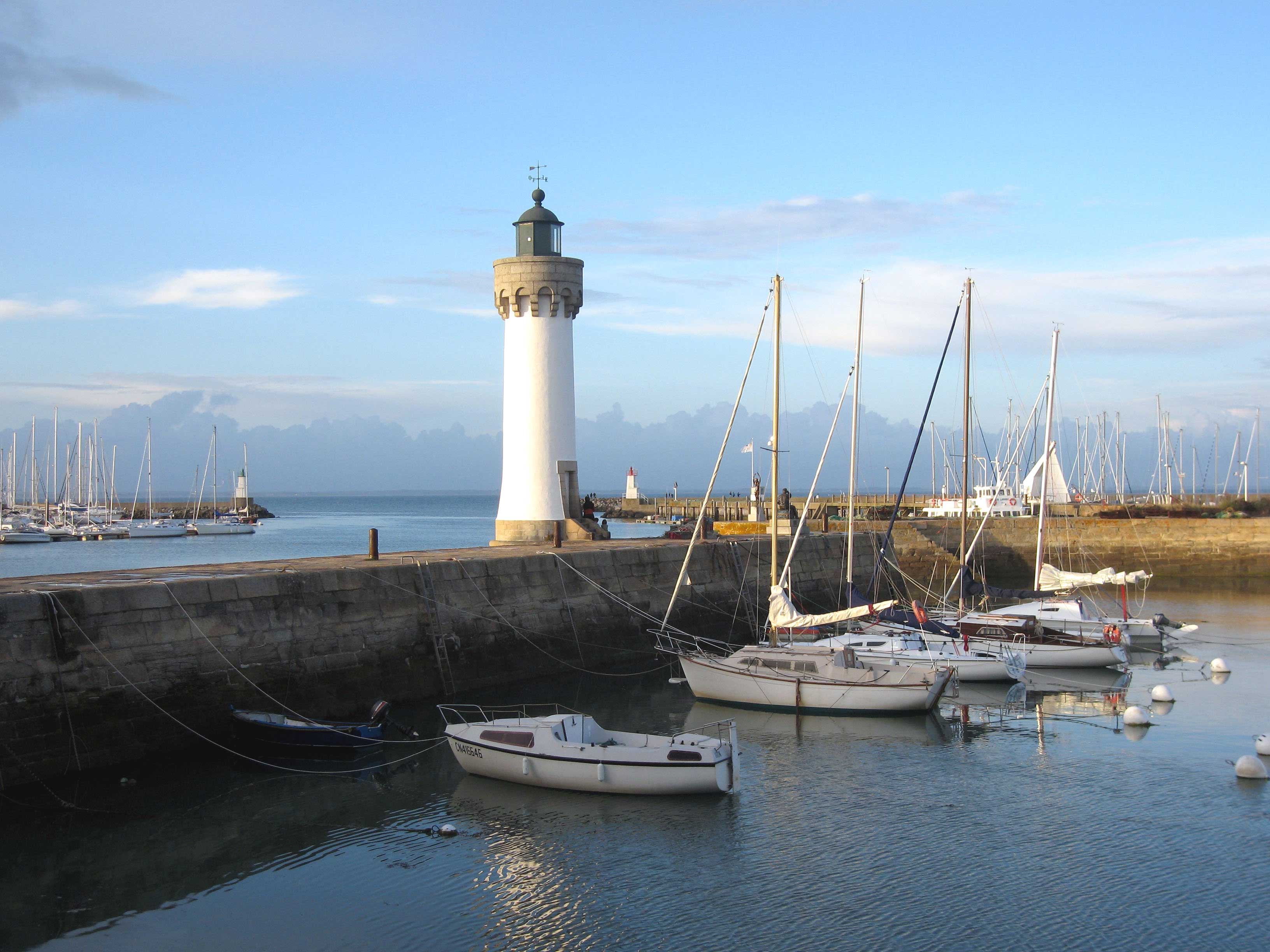
Port-Haliguen
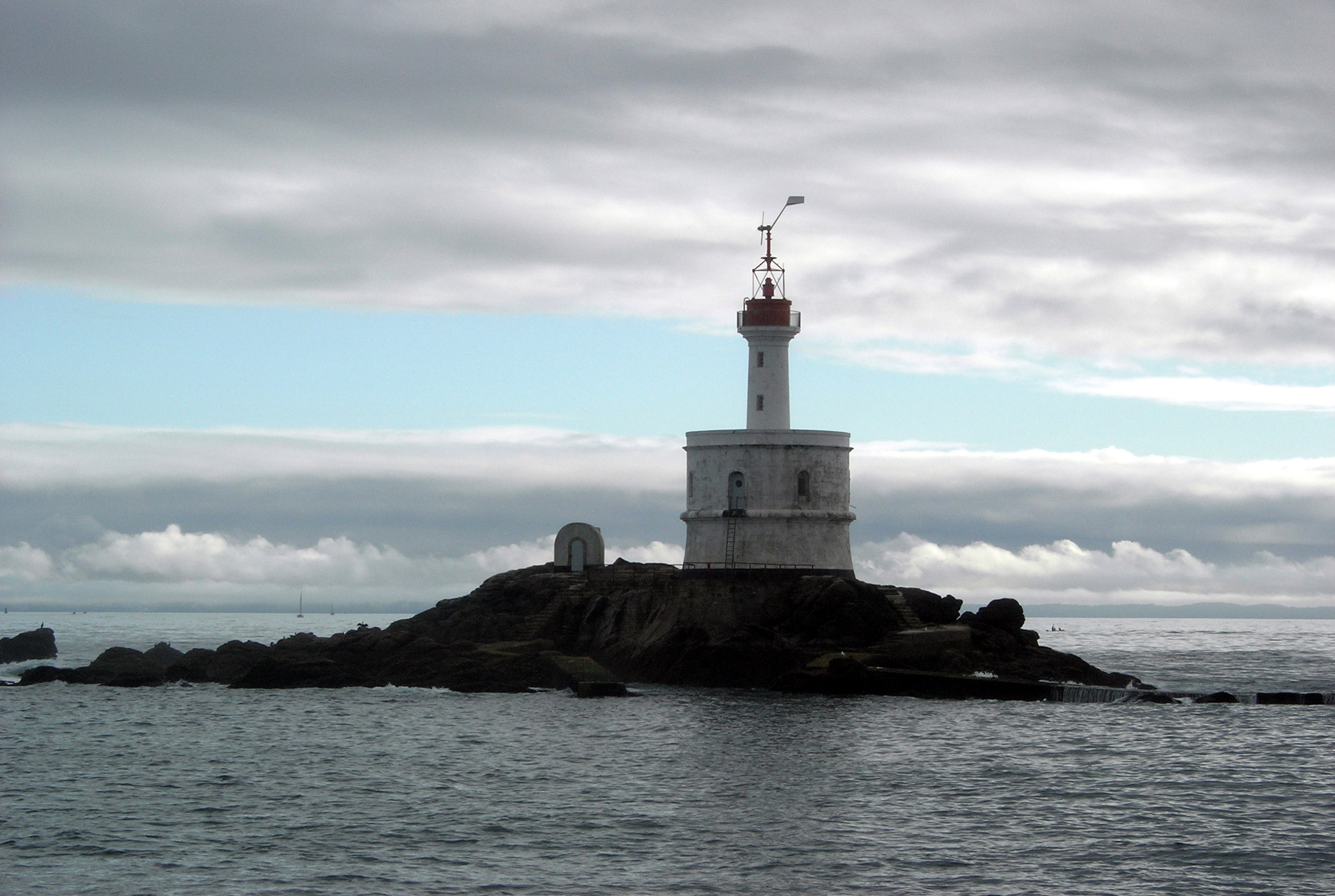
Phare de la Teignouse
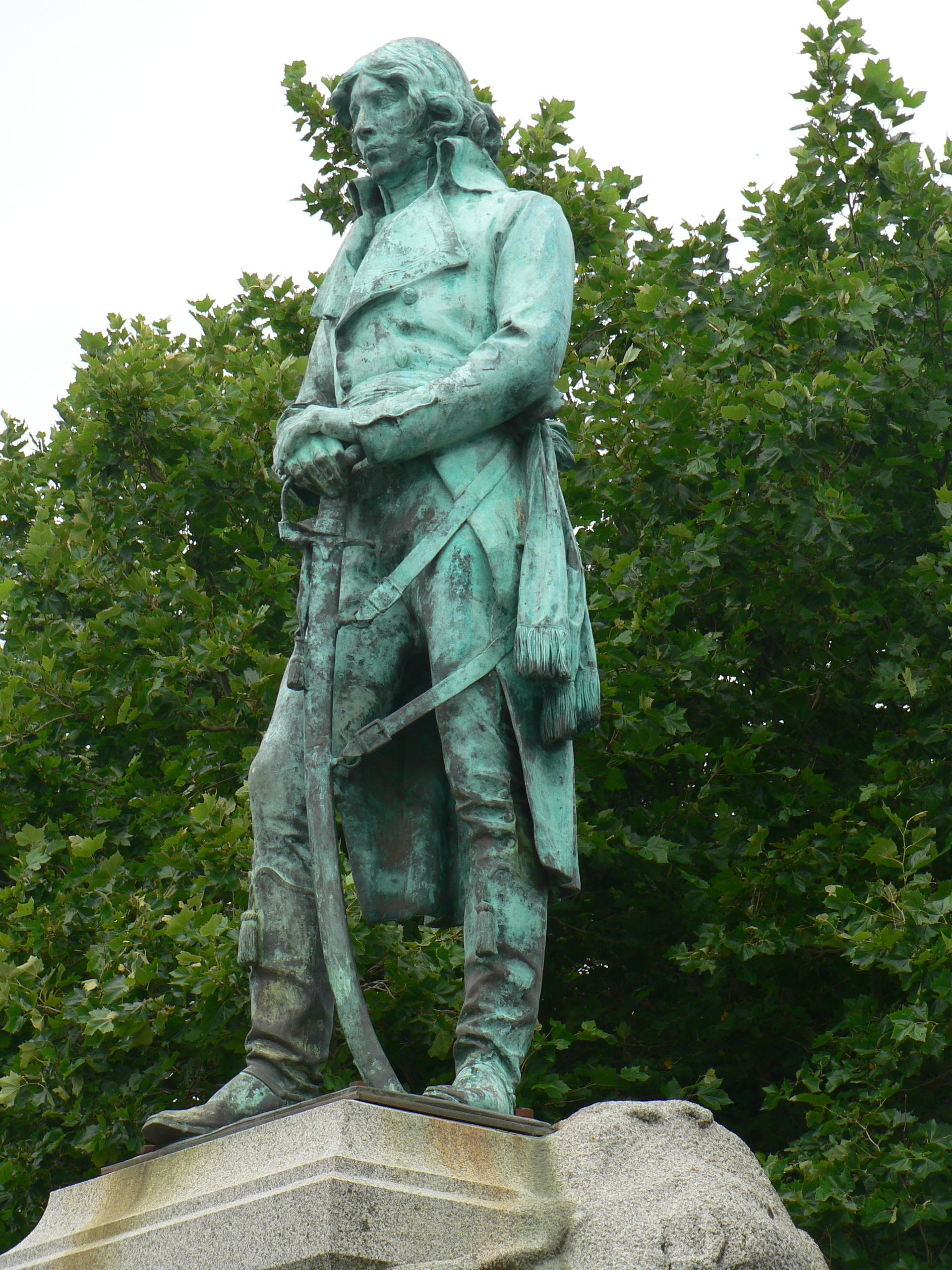
Statue of Lazare Hoche by Jules Dalou (1902)
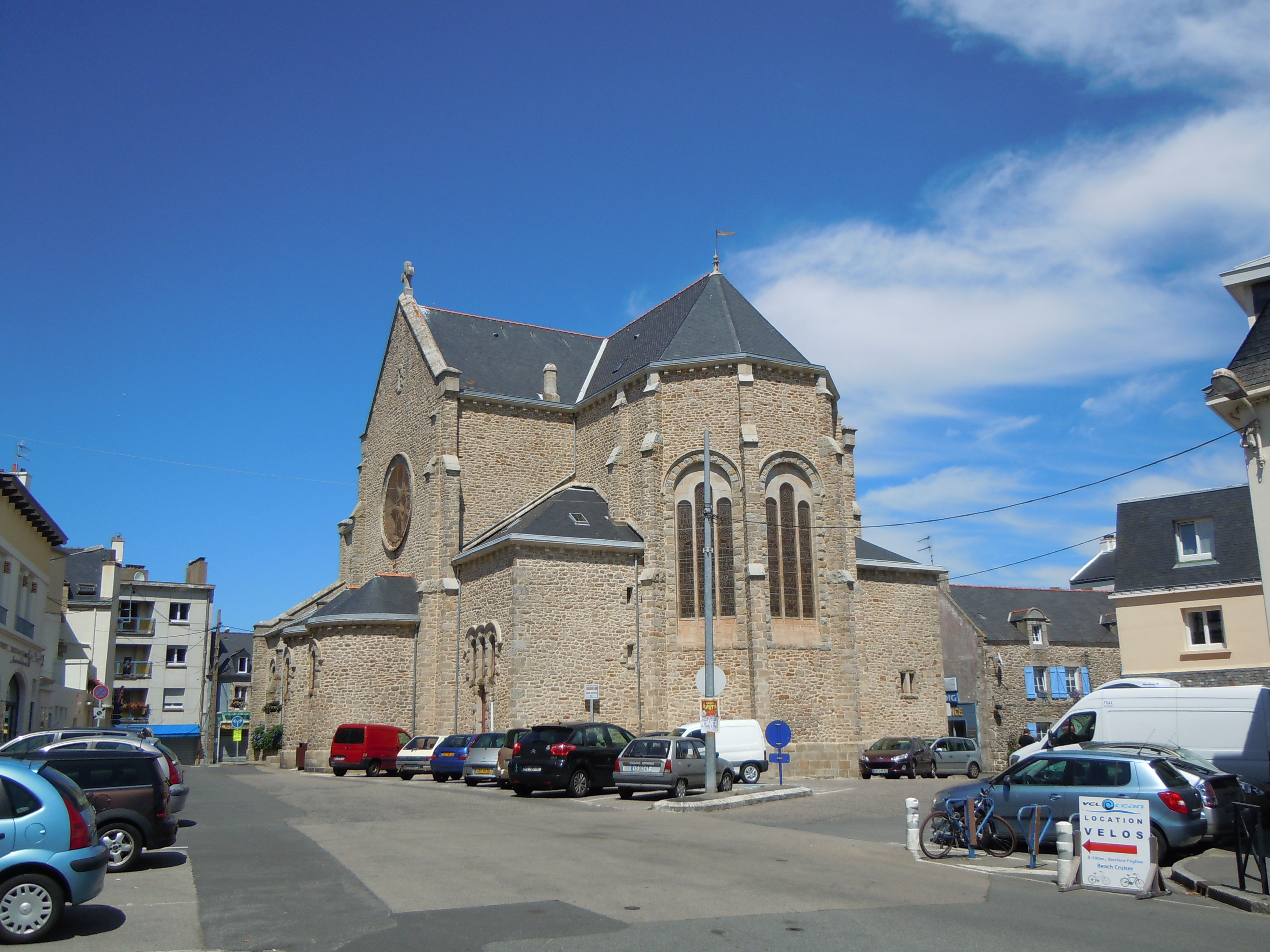
Église Notre-Dame-de-Locmaria
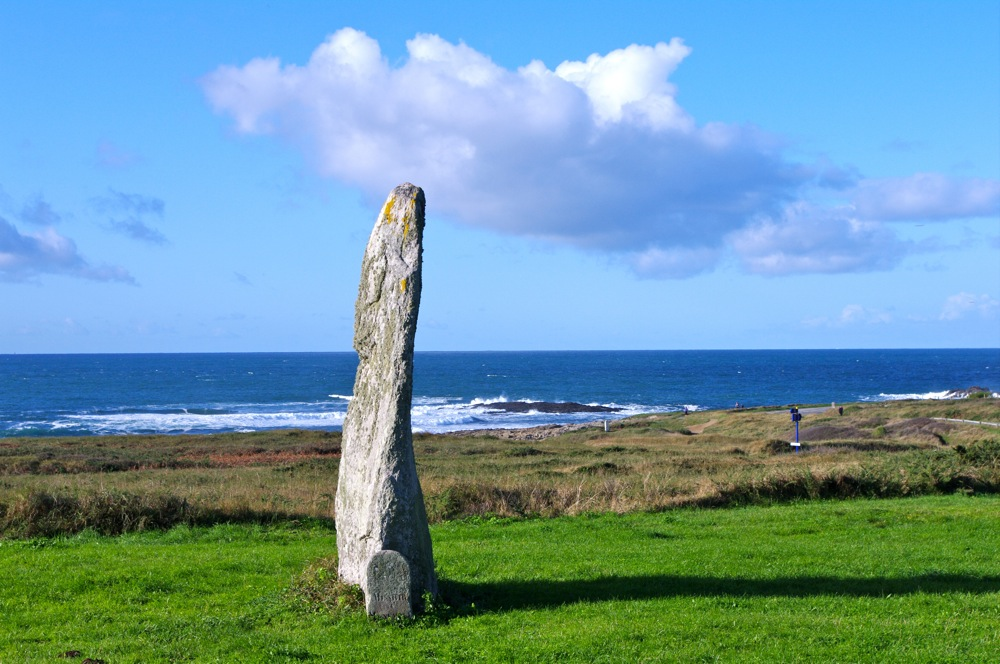
Menhir, côte sauvage
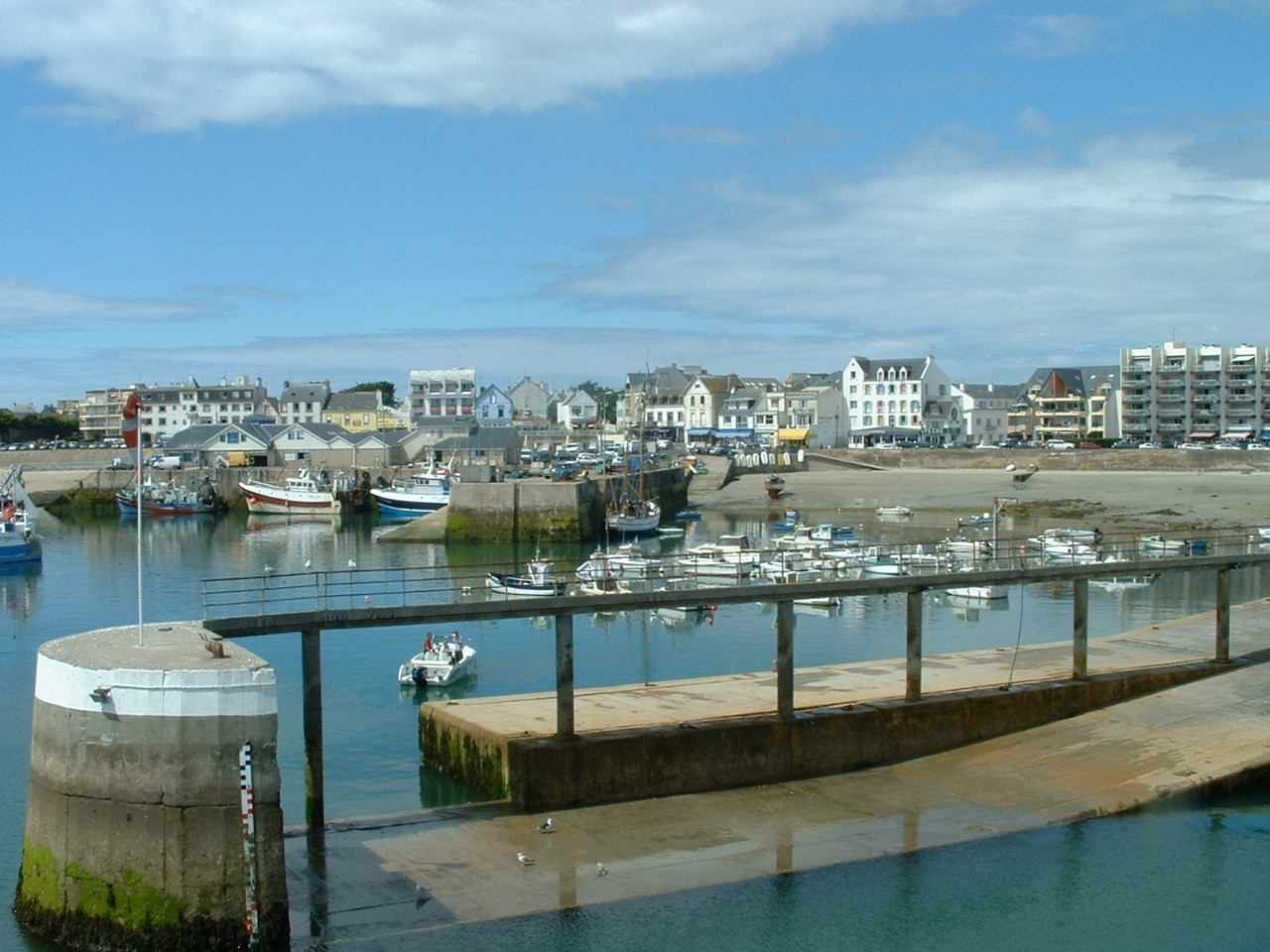
Port Maria

## 姉妹都市
- ジョスラン、フランス
- ル・グラン・ボルナール、フランス
- ケンプテン、ドイツ
- Looe、イギリス

## 参照
- Mayors of Morbihan Association （フランス語）
- INSEE （英語）
- IGN （英語）